# Wsola

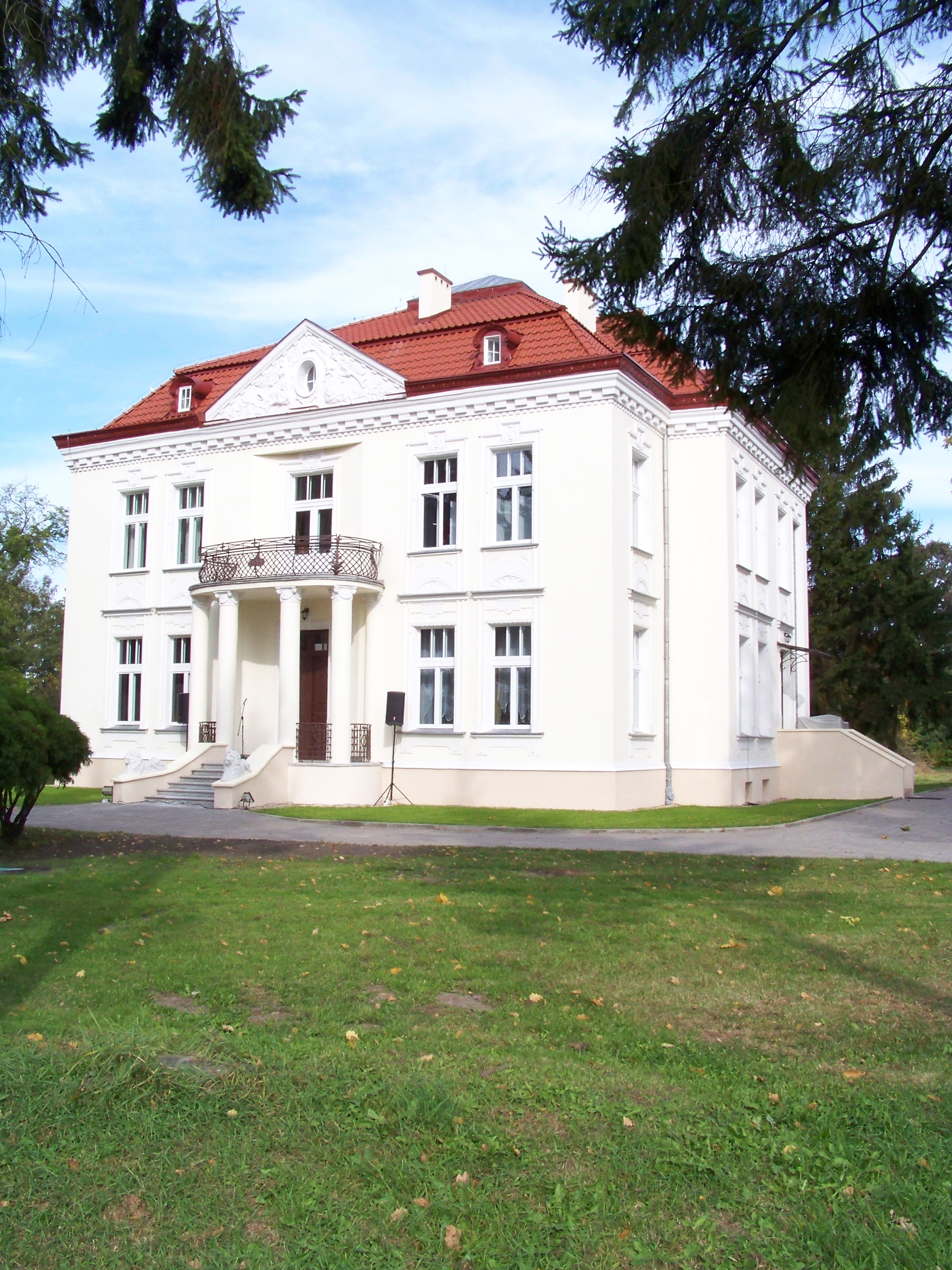
Muzeum Witolda Gombrowicza

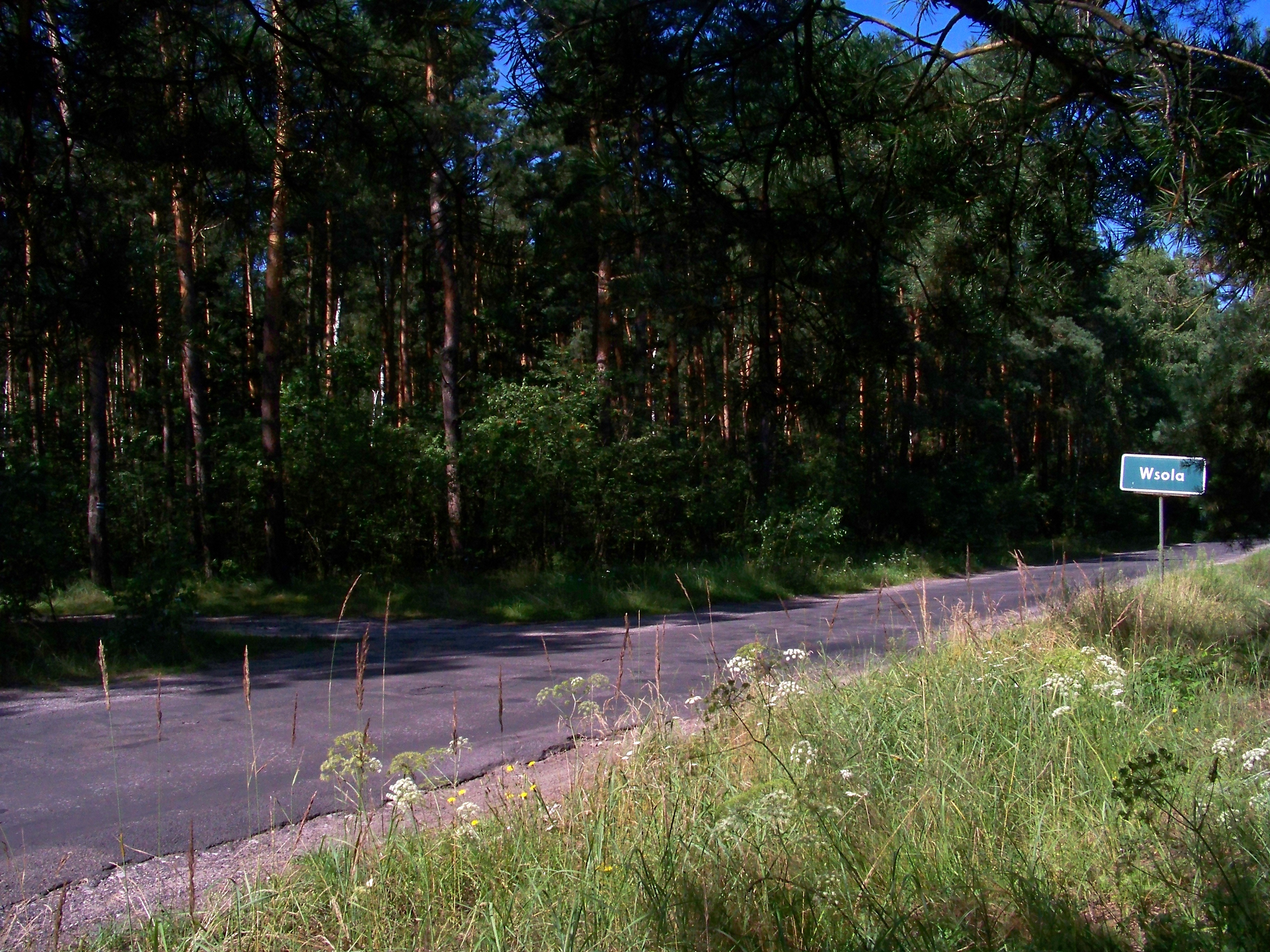
Wjazd do Wsoli od strony wschodniej

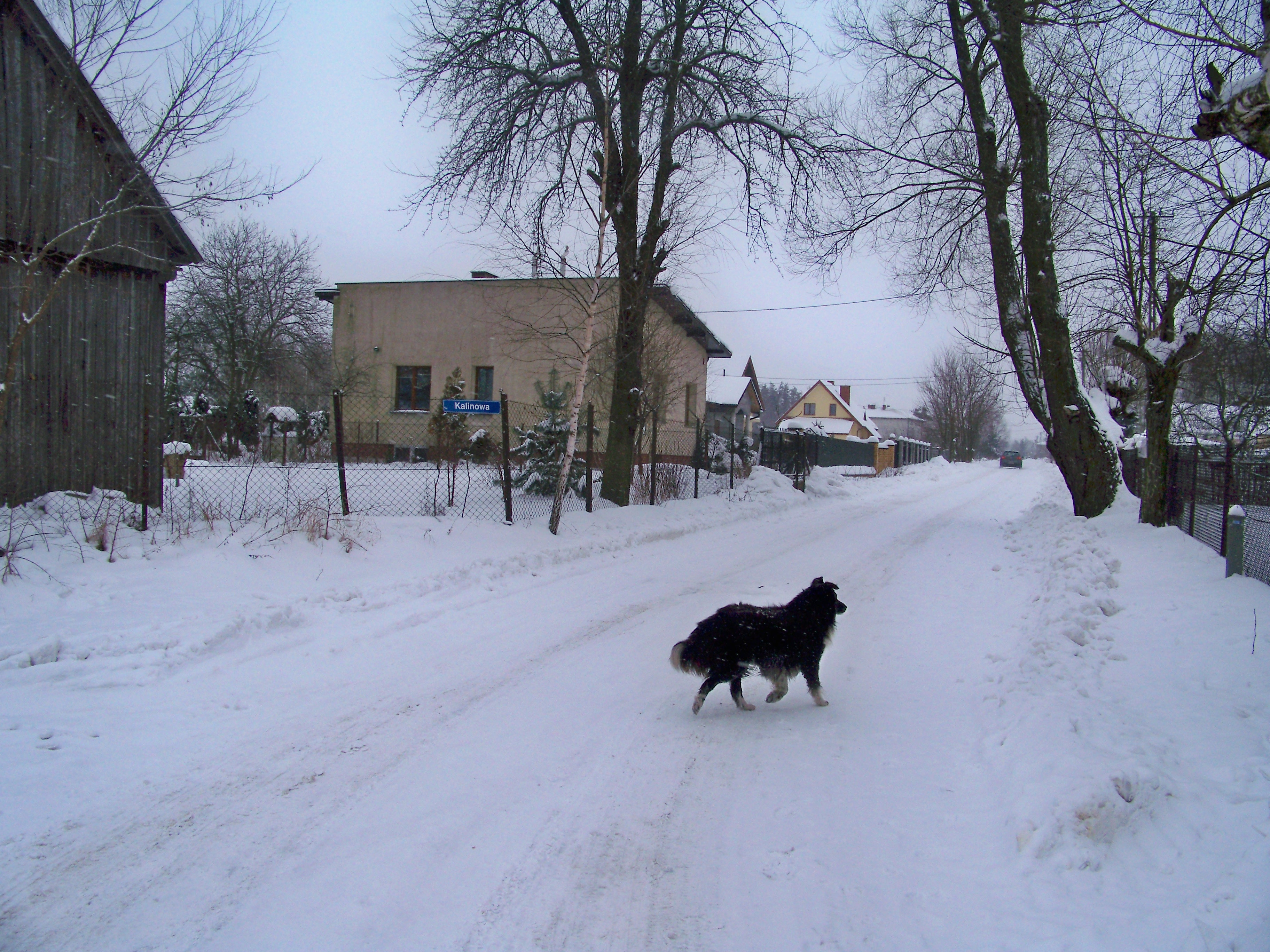
Zima we Wsoli, ul. Kalinowa

Wsola – wieś w Polsce, położona w województwie mazowieckim, w powiecie radomskim, w gminie Jedlińsk. Ma status sołectwa.
W skład sołectwa Wsola wchodzą także przysiółek Józefówek i wieś Marcelów.
Prywatna wieś szlachecka, położona była w drugiej połowie XVI wieku w powiecie radomskim województwa sandomierskiego. Do 1954 siedziba gminy Wielogóra. W latach 1975–1998 miejscowość położona była w województwie radomskim.
Wieś położona 5 km od Radomia i 85 km od Warszawy.
Przez miejscowość do 2020 roku przebiegała droga krajowa nr 7, będąca częścią międzynarodowej trasy E77. Po oddaniu do użytku zachodniej obwodnicy Radomia, odcinek biegnącej przez Wsolę starej trasy został przekształcony w drogę wojewódzką nr 735. Przystanek autobusów podmiejskich z Radomia do Jedlińska (ew. Jedlanki) (linia A).
Wieś jest siedzibą rzymskokatolickiej parafii św. Bartłomieja.
| SIMC    | Nazwa    | Rodzaj     |
| ------- | -------- | ---------- |
| 0624976 | Marcelów | przysiółek |

## Historia
Nazwa Wsola (Wszolyn, Wssola, Wsolia) pochodzi od kreślenia wszoł, czyli „staropolskiej nazwy wszy bydlęcej, lub też pogardliwego określenia nędzarza (forma ta zmieniła się w wyniku tzw. mazurzenia)” [Piątkowski, 2012]. 
Wieś odnotowana została jako parafia w Liber beneficiorum Jana Długosza (lata gromadzenia danych: 1470–80), gdzie wskazywano na istnienie w 1440 kościoła wsolskiego pod wezwaniem św. Bartłomieja. Tutejsza parafia, fundowana przez ród Ślizów herbu Abdank, erygowana była ok. 1358 Ślizowie, oprócz Wsoli, byli również właścicielami pobliskiego Piastowa. Przez pięć wieków obie wsie dzieliła wspólna historia. Ok. 1480 Jan Kochanowski (dziad poety) poślubił we Wsoli Barbarę Szlizównę, która w wianie wniosła m.in. Czarnolas. W okresie Reformacji wieś stanowiła dziedzictwo szlachty sprzyjającej nowym nurtom. Posiadaczami Wsoli byli wówczas m.in. Anna ze Ślizów Dąbrowska, określana jako „heretyczka”, Anna Ożarowska, kolatorka walcząca z kościołem o dobra plebańskie, Andrzej Lasota – członek wspólnoty braci polskich oraz Adam Kochanowski – bratanek Jana Kochanowskiego, sędzia lubelski, który w XVI w. zamienił kościół wsolski na zbór braci polskich.
Na początku XVII w. Krzysztof Siemieński, kolejny dziedzic Wsoli, wytoczył Adamowi Kochanowskiemu wygrany proces o zwrot zawłaszczonych dóbr kościoła wsolskiego. W 1629 Siemieński wzniósł na miejscu starego drewnianego kościółka murowaną świątynię. W 1644 właścicielem Wsoli został Stanisław Witkowski – zięć Jana Kochanowskiego; jego syn, noszący również imię Stanisław, przekazuje Wsolę córce Elżbiecie, która wnosi wieś w posagu Aleksandrowi Adamowi Drzewieckiemu – wojewodzie lubelskiemu. W 1750 Wsola, za sprawą ich córki Konstancji, żony Józefa, kasztelana lubelskiego, stał się dziedzictwem rodu Sołtyków. Właścicielem dóbr stał się m.in. syn Konstancji i Józefa, Kajetan Ignacy Sołtyk – biskup krakowski, którego porwanie przez Rosjan przyczyniło się do zawiązania konfederacji barskiej. 
Kolejnymi właścicielami dóbr wsolskich byli: bratanek biskupa Józef – kasztelan małogoski i zawichojski oraz jego syn Franciszek Salezy – senator i kasztelan Królestwa Polskiego. W 1877 syn Franciszka, Marceli, sprzedał Wsolę z Piastowem Wincentemu i Annie Grobickim herbu Trąby. W 1881 z dóbr Piastów został wydzielony folwark Wsola. W 1893 właścicielami Wsoli zostali synowie Wincentego i Anny – Jakub i Aleks, trzeci z synów Piotr, otrzymuje Piastów.
W 1912 Jakub Grobicki stał się jedynym właścicielem folwarku Wsola. Dwa lata później ukończona została budowa pałacyku według projektu łódzkiego architekta Augusta Furuhjelma. W 1920 Jakub Grobicki sprzedał majątek wsolski Marii Magdalenie Pruszakównie herbu Leliwa.
Cztery lata później Maria Pruszakówna udostępniła pałac i folwark swojej bratanicy Aleksandrze Gombrowicz (z d. Pruszak) oraz jej mężowi Jerzemu (bratu Witolda Gombrowicza). W 1929 Aleksandra Gombrowicz wykupiła na własność dobra wsolskie na publicznej licytacji zarządzonej przez Towarzystwo Kredytowe Ziemskie. Częstym gościem Aleksandry i Jerzego był Witold Gombrowicz, dla którego pobyty we Wsoli były okazją do wypoczynku, oddania się twórczości pisarskiej, a także obserwacji środowiska ziemiańskiego. To tutaj zrodził się pomysł napisania Ferdydurke.
W latach 30. XX w. Wsola, podobnie jak i wiele innych majątków w tym okresie, znalazła się w trudnej sytuacji finansowej. Ratunkiem dla ich właścicieli była dzierżawa lub sprzedaż ziemi. Do 1945, kiedy majątek na mocy Dekretu PKWN przejął na własność Skarb Państwa, Aleksandra Gombrowiczowa sprzedała kolonistom bądź osobom prywatnym 153 ha gruntów. 
W 2004 sołtys wsi zarządził nadanie nazw ulicom.

## Ważniejsze miejsca i zabytki
- pałac Gombrowiczów, zaprojektowany w 1914 przez łódzkiego architekta fińskiego pochodzenia Augusta Furuhjelma, od 1926 był własnością Jerzego Gombrowicza, starszego brata Witolda; po wojnie mieścił się tu posterunek MO, dom starców i Dom Pomocy Społecznej; w 2005 podjęto decyzję o adaptacji dworku na potrzeby muzeum Witolda Gombrowicza. Jego uroczyste otwarcie nastąpiło 11 października 2009
- kościół stylu neoromańskim pod wezwaniem św. Bartłomieja, zbudowany w latach 1918–1930, w miejscu poprzedniego z 1629; wewnątrz rzeźba Chrystusa Zmartwychwstałego z XVI w. oraz późnobarokowy i rokokowy wystrój[11]
- obiekt parkowo-pałacowy; na terenie parku znajduje się grobowiec rodziny Gordonów de Huntley, XIX-wiecznych właścicieli Gorynia[11];

## Edukacja
Przy ulicy Szkolnej 1, znajduje się Zespół Szkół Publicznych imienia Witolda Gombrowicza. Imię pisarza nosi od 2003, ponieważ ten wielokrotnie przebywał we Wsoli, goszcząc w majątku swojego brata Jerzego. Majątek ten wraz z okazałym, dobrze zachowanym do dziś dworkiem sąsiaduje ze szkołą.

## Przyroda
1,5 km na wschód od wsi znajduje się uroczysko leśne „Wsola” (pow. 550 ha), będące naturalnym przedłużeniem najdalej na zachód wysuniętej części Puszczy Kozienieckiej. Na początku XX w. powszechnie występowała tu jeszcze jodła. Obecnie drzewostan uroczyska stanowią bory sosnowe. W środku kompleksu znajduje się gajówka Wsola, a za nią na południe rozciąga się dość spore torfowisko Duży Ług, odwadniane przez strumyk wpadający do rzeki Mlecznej, naprzeciwko wsi Owadów.

## Turystyka
Przez Wsolę prowadzą następujące szlaki turystyczne:
- – szlak pieszy czarny: Bartodzieje – Wsola,
- – szlak rowerowy czarny: Wsola – Kozinki – Cerekiew,
- – szlak rowerowy zielony: Gulin – Wsola – Lesiów.